# Andrzej Staszewski (rzeźbiarz)
Andrzej Staszewski (ur. 31 stycznia 1961 r. we wsi Ulatowo-Gać w gminie Krzynowłoga Mała) - rzeźbiarz ludowy.
Wychowywał się bez ojca, nazwisko odziedziczył po matce. W dzieciństwie wraz z rodziną często zmieniał miejsca zamieszkania i szkoły, edukację szkolną zakończył na pięciu klasach podstawówki. Od połowy lat 70. zaczął brać udział w przeglądach sztuki nieprofesjonalnej, organizowanych przez przasnyski Dom Kultury oraz Wojewódzki Dom Kultury w Ostrołęce. Rzeźby wystawiał na licznych festynach w bliższej i dalszej okolicy. Bardzo wiele sprzedawał, także za granicę. Miał w swoim otoczeniu życzliwych ludzi, którzy wspierali go finansowo. W 1980 r. ożenił się i zamieszkał w Krajewie Wielkim. Lata osiemdziesiąte były dla niego okresem finansowej stabilizacji. Zamawiano u niego niemal całe rzeźbiarskie wyposażenie nowo wystawianych kościołów i kaplic na terenie północnowschodniej Polski. Po 1990 r. przyszły gorsze czasy. Z biegiem lat sytuacja materialna artysty stawała się coraz trudniejsza, przyczyniły się do tego kłopoty zdrowotne. W 2010 r. zorganizowane zostały jego duże wystawy w Krzynowłodze Małej i w przasnyskim Muzeum Historycznym. Towarzystwo Przyjaciół Ziemi Przasnyskiej wydało album o jego twórczości. Doceniono go w skali szerszej niż tylko lokalna – w 2011 r. otrzymał Nagrodę Marszałka Województwa Mazowieckiego. 
Andrzej Staszewski należy do najpłodniejszych twórców mazowieckich. Liczbę wykonanych przez niego prac rzeźbiarskich szacuje się na kilkanaście tysięcy. Podstawowym źródłem artystycznej inspiracji jest dla artysty Biblia. Czerpie z niej wiedzę, tematy, natchnienie, normy moralne i wzorce społeczno-kulturowe. Rzeźby sakralne Staszewskiego można spotkać w kilkudziesięciu kościołach i kaplicach województw mazowieckiego, podlaskiego i warmińsko-mazurskiego. Wyrzeźbieni przez artystę święci zamieszkują licznie kapliczki przydrożne. Dla indywidualnych zbieraczy Staszewski wykonuje figurki dziadów i bab wiejskich, zwierząt, postacie Żydów oraz podobizny konkretnych osób. Jak pisał w 2010 r. prof. Marian Pokropek, w twórczości Staszewskiego dostrzec można wyjątkową umiejętność obserwacji ludzi i ich cech kulturowych. W pierwszym przypadku będą to szczegóły w fizjonomii, w drugim w ubiorze, w atrybutach. W niektórych rzeźbach przedstawiających same twarze dostrzec można takie rozwiązania plastyczne, z jakimi spotykamy się w twórczości art brut, a polegające na nieświadomej deformacji wizerunku. Na wystawie twórczości Staszewskiego w Przasnyszu w 2006 r. pokazano po raz pierwszy jego obrazy, wykonane na kawałkach tkanin. Opowiadają one o relacjach artysty z Bogiem. W późniejszym czasie wykonał wiele obrazów na papierze, przedstawiających wyimaginowane, bajkowe w swym kolorycie krajobrazy, nieznane nauce ptaki, czy strudzonych wędrowców, przemierzających leśne szlaki. Większe kolekcje dzieł Staszewskiego znajdują się w zbiorach Muzeum Historycznego w Przasnyszu, Muzeum Polskiej Sztuki Ludowej w Otrębusach, Muzeum Szlachty Mazowieckiej w Ciechanowie oraz Muzeum Weterynarii Wiesławy i Waldemara Krzyżewskich w Przasnyszu.

## Ważniejsze nagrody
- Medal Senatu RP, 2001[3].

- Medal Stanisława Ostoi-Kotkowskiego w kategorii Twórca Uznany, 2010[4].

- Nagroda Marszałka Województwa Mazowieckiego, 2011[5].
- Medal Powiatu Przasnyskiego, 2014[6].